# Musée historique de Francfort

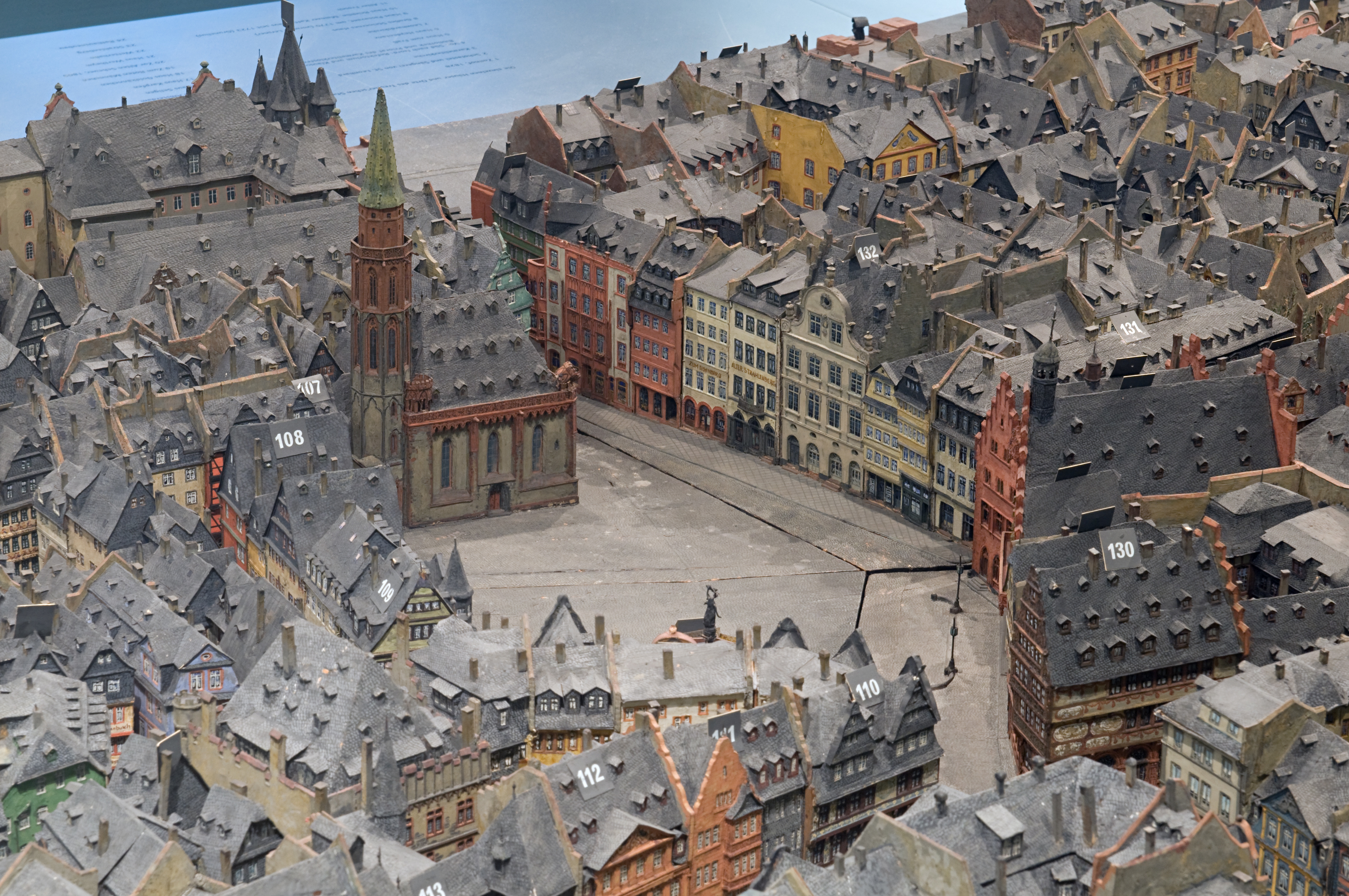
Modèle des frères Treuer, La Vieille Ville (Altstadt) de Francfort avant la Seconde Guerre mondiale. Musée historique de Francfort.

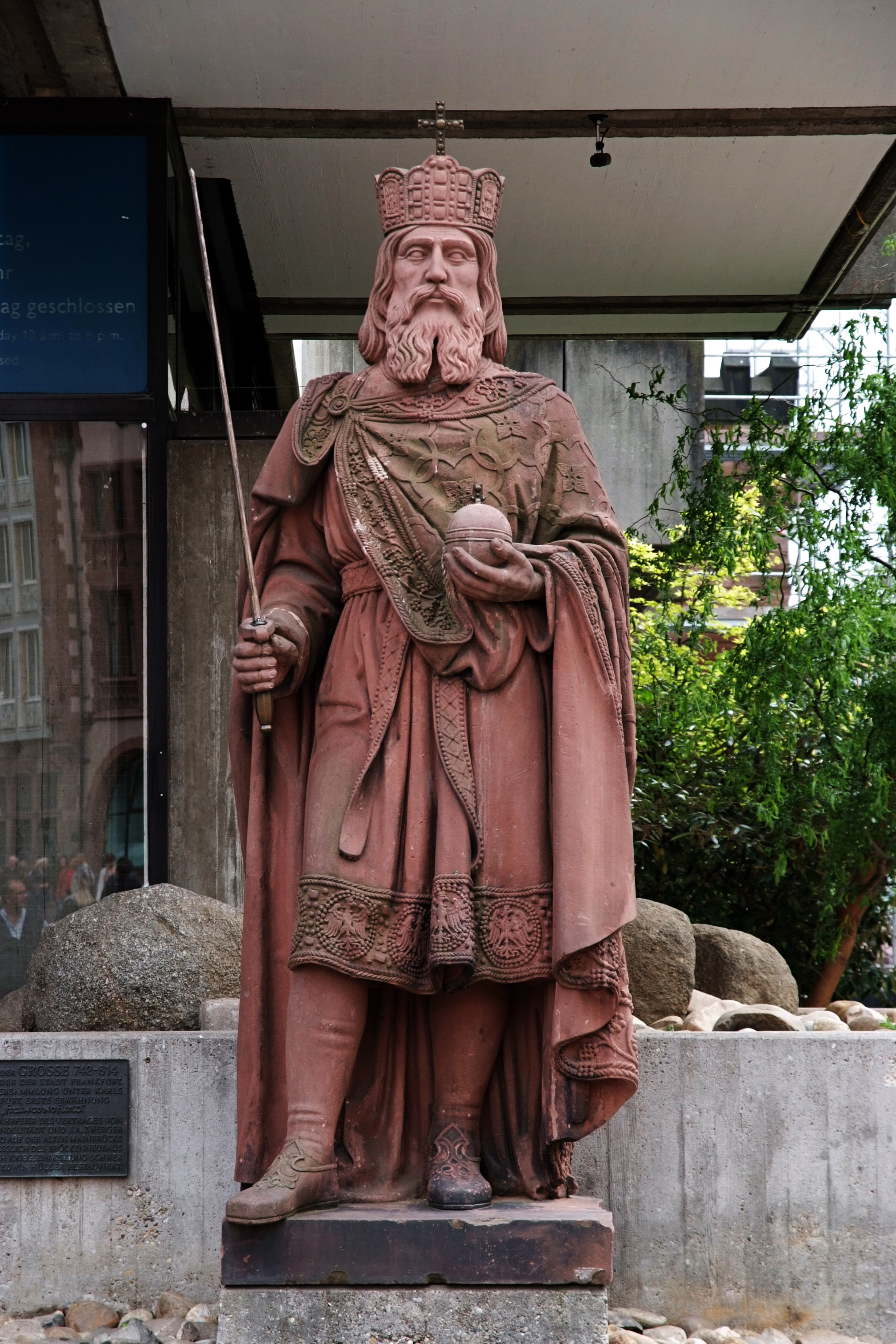
La statue de Charlemagne à l'entrée du Historisches Museum

Le Historisches Museum Frankfurt (en français : musée historique de Francfort) situé à Francfort-sur-le-Main, en Allemagne, a été fondé en 1878. Il rassemble des objets culturels et historiques en relation avec l'histoire de Francfort et de l'Allemagne. Il a été déplacé au Saalhof en 1955, et une nouvelle extension a été inaugurée en 1972. Cette dernière a été restructurée et a rouvert en 2017,.

## Parcours muséal
Les collections du musée sont présentées dans plusieurs salles thématiques chronologiques permanentes : le Francfort médiéval, le Moyen Âge tardif, les seizième et dix-septième siècles, la ville du dix-neuvième siècle, et l'histoire comme métropole de 1866 à 2001. Des expositions temporaires sont également programmées. 

## Collections
Les collections du musée historique de Francfort sont d'une grande diversité : photographies, peintures, arts graphiques, céramiques, mobilier, mode et textiles, instruments de musique, numismatique, jouets, sculptures 

### Collection de peinture
La collection de peinture compte environ 3 200 œuvres. 
Le noyau de cette collection est composé des dons du Fürstprimas (de) Carl von Dalberg (1744–1817). Ces dons à la société du musée, comportent des œuvres acquises lors de la sécularisation des églises et autres biens religieux, parmi lesquels des œuvres d'Albrecht Dürer, Mathias Grünewald, Hans Baldung Grien, Hans Holbein l'Ancien et du Maître de Francfort. Dalberg a également donné des œuvres contemporaines. 
La collection Prehn, donnée en 1839, comporte une collection de plus de 800 peintures miniatures, et des peintures du XVIIe et XVIIIe siècles allemand et hollandais. Une autre collection, donnée en 1845, comprend plus de 200 tableaux de peintres locaux et hollandais des XVIIIe et XIXe siècles.

## Œuvres d'art représentatives

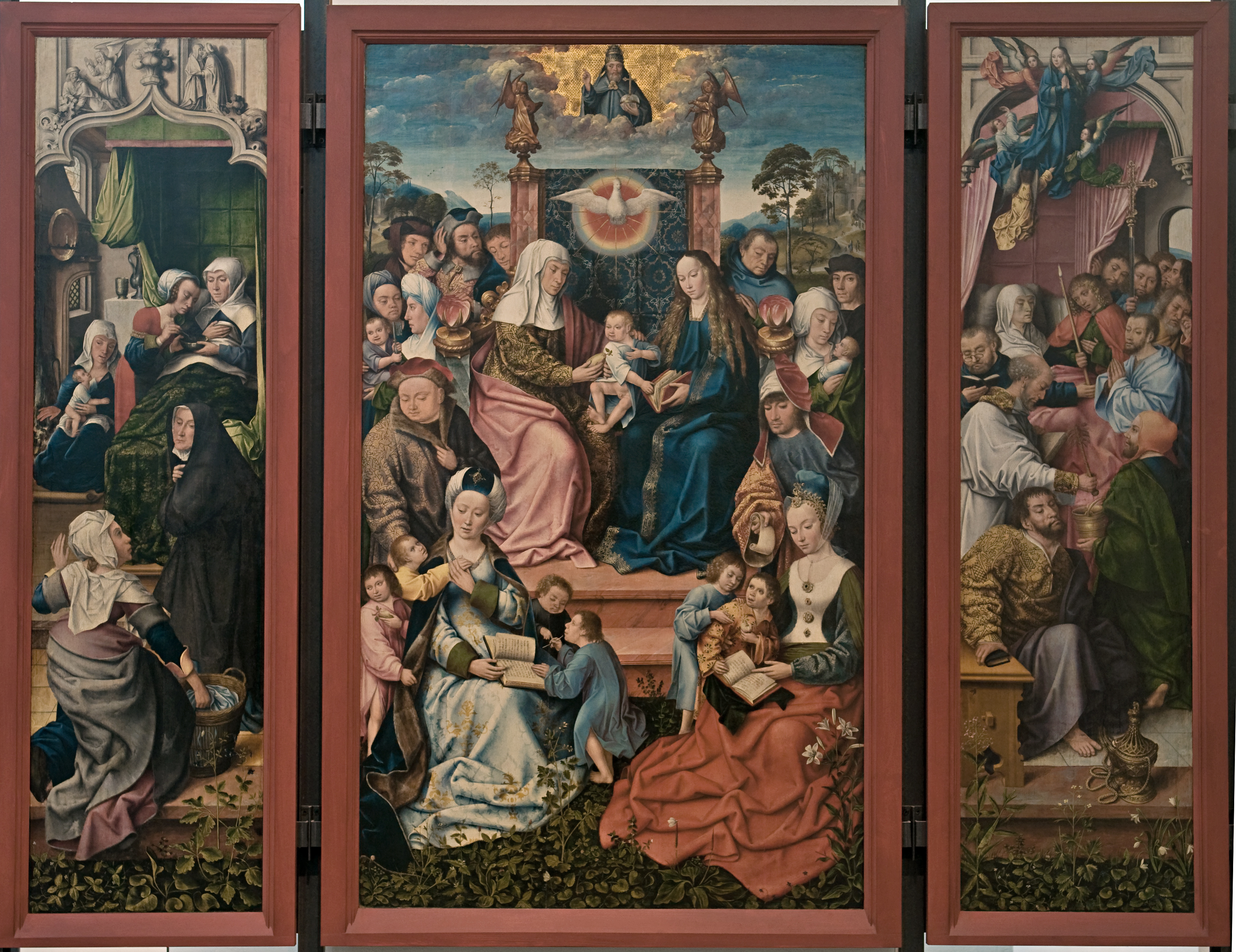
Maître de Francfort, Retable de Sainte Anne (vers 1492). Provient du monastère dominicain de Francfort.
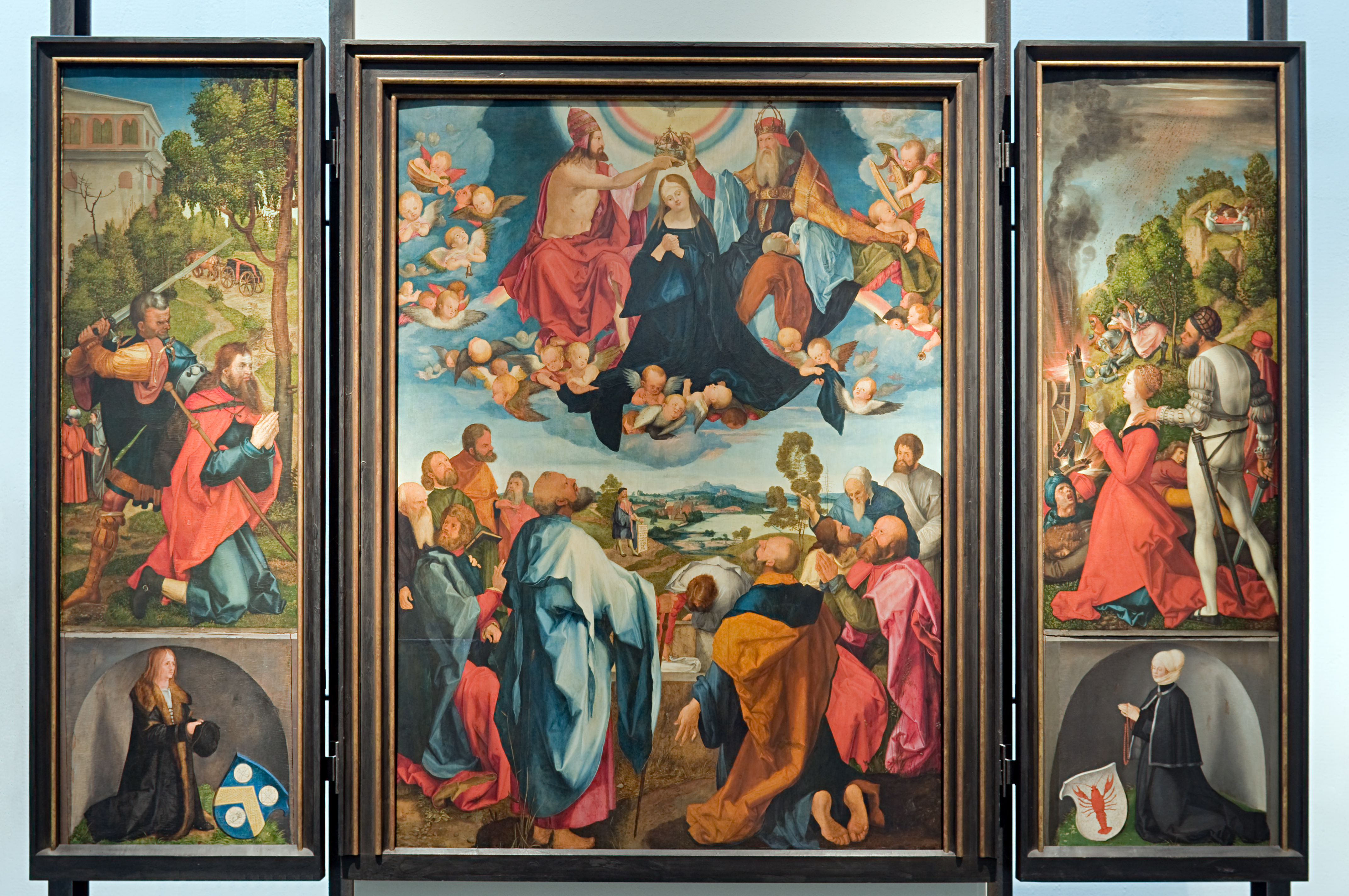
Albrecht Dürer, Retable Heller (1508). Provient du monastère dominicain de Francfort[4].
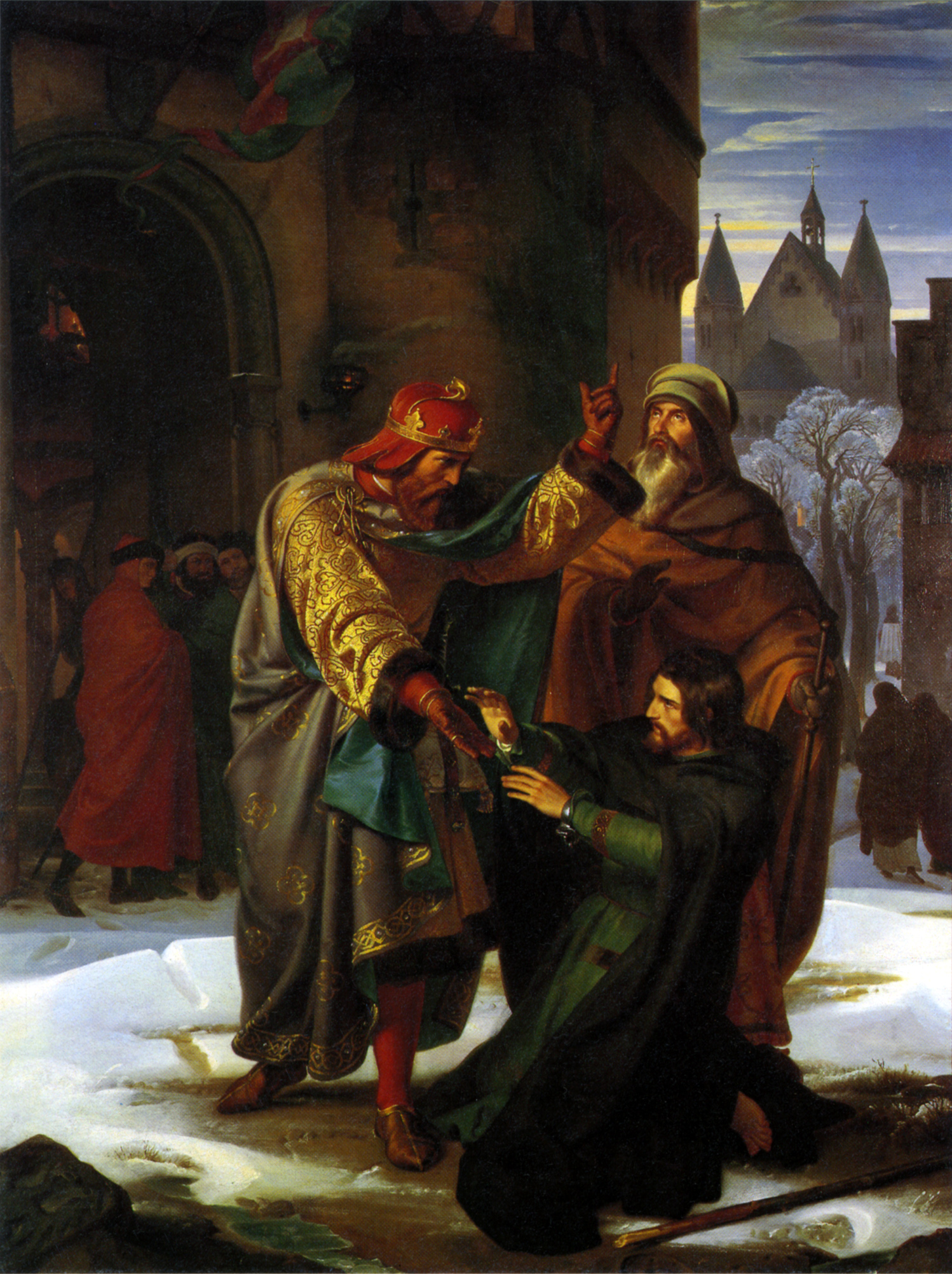
Alfred Rethel, Reconciliation d'Otton Ier et de son frère Henri en 941 à Francfort-sur-le-Main (1840).
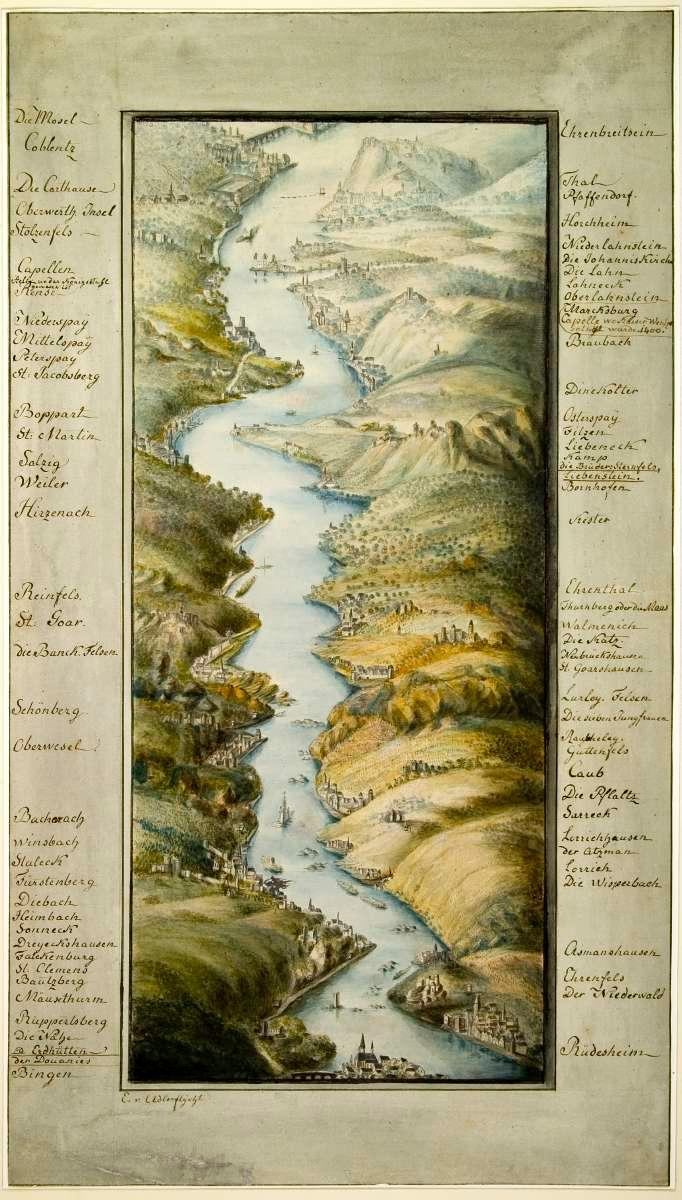
Elisabeth von Adlerflycht, La Vallée du Rhin de Bingen à Coblence, gouache (1811).